# Aether Shanties
Albums de Abney Park
Dark Christmas The End of Days
Æther Shanties est le sixième album du groupe Abney Park. Il est sous titré  : Further Trials and Tribulations of Abney Park. C'est le deuxième à pouvoir être qualifié de Steampunk.

## Enregistrement
D'après une interview de Robert Brown l'album a été presque totalement enregistré lors d'une vague de chaleur qui frappait Seattle, ce qui a détruit leur disque-dur. C'est ce qui a permis de rajouter la voix de leur nouvelle chanteuse Jody Ellen sur l'album, mais dont la sortie a été retardée de plusieurs mois.

## Titres
1. "Under the Radar" - 2:58
2. "Building Steam" - 4:00
3. "Until the Day You Die" - 2:46
4. "My Life" - 3:05
5. "Wanderlust" - 2:53
6. "Throw Them Overboard" - 3:15
7. "The Derelict" - 3:17
8. "Victoria" - 4:43
9. "Æther Shanty" - 2:48
10. "The Clock Yard" - 3:26
11. "Too Far To Turn Back" - 3:21

## Membres
- Robert Brown - Chant, darbuka, accordéon, harmonica, bouzouki
- Kristina Erickson - Clavier, piano
- Nathaniel Johnstone - guitare, violon, mandoline
- Daniel Cederman - basse, guitare acoustique
- Jody Ellen - Chants